# Toru Jošikava
Toru Jošikava (japonsko 吉川 亨), japonski nogometaš, * 13. december 1961.
Za japonsko reprezentanco je odigral eno uradno tekmo.